# Mesaxymyia stackelbergi
Espèce
Mesaxymyia stackelbergi est une espèce d'insectes diptères de la famille des Axymyiidae. C'est l'une des deux seules espèces représentantes du genre Mesaxymyia.